# Église Saint-Pourçain de Marigny
Pour les articles homonymes, voir Église Saint-Pourçain.
L'église Saint-Pourçain est une église catholique située à Marigny, en France.

## Localisation
L'église est située dans le département français de l'Allier, sur la commune de Marigny.

## Architecture
Église du XIIe siècle. Elle comporte une nef à trois travées et un chœur se terminant par une abside arrondie. Deux chapelles latérales ont été ajoutées postérieurement au niveau du chœur, celle du sud au XVe siècle et celle du nord au XIXe siècle. L'abside a été restaurée au XIXe siècle. Le clocher carré, à deux étages, est orné au premier de trois arcs aveugles portés par des colonnettes.
L'édifice est classé au titre des monuments historiques le 5 août 1919.

## Mobilier
- Fonts baptismaux octogones en pierre du XVe siècle.
- Maître-autel en pierre du XIIIe siècle.
- Statue de sainte Madeleine en pierre du XVe siècle.

## Galerie

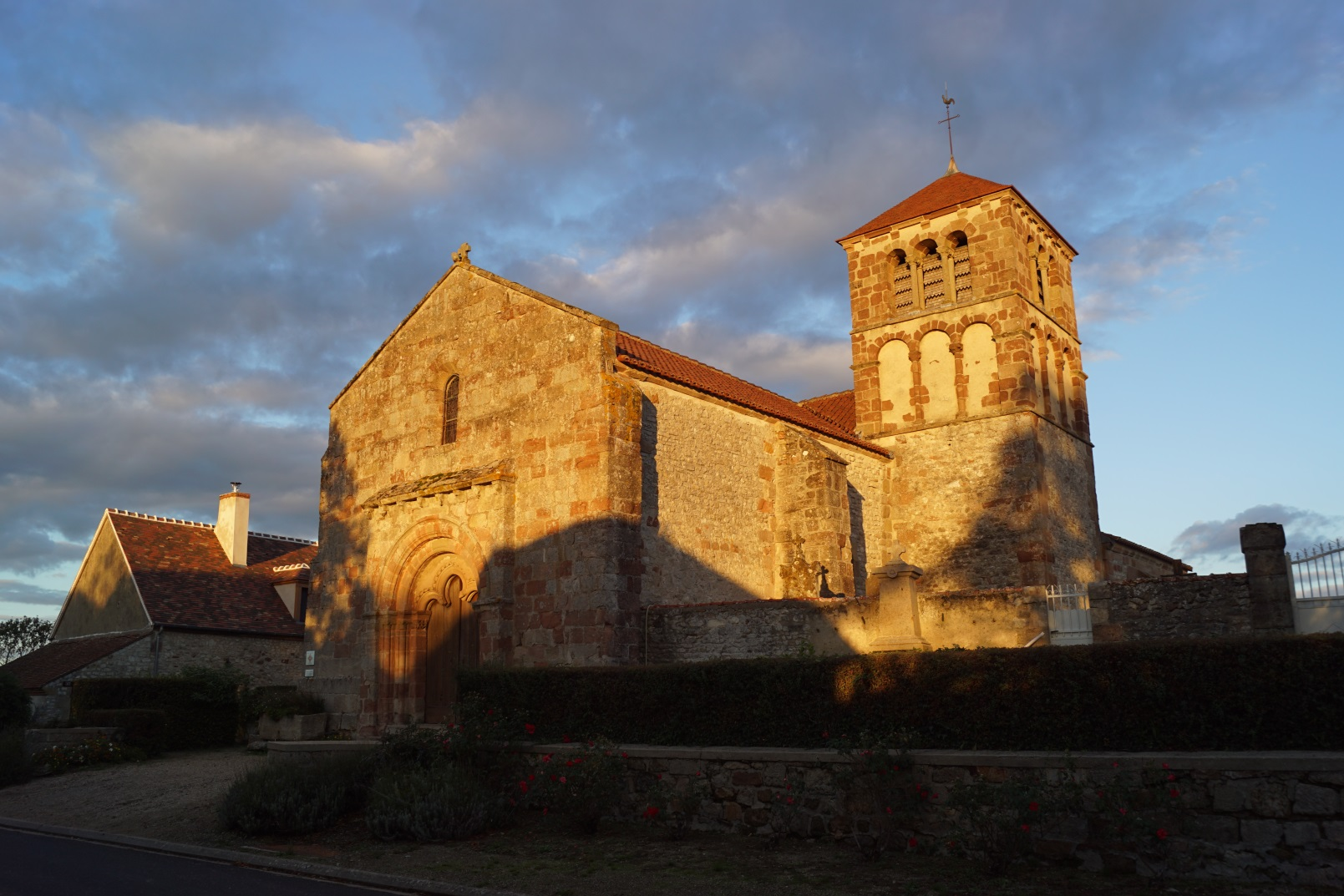
L'église.
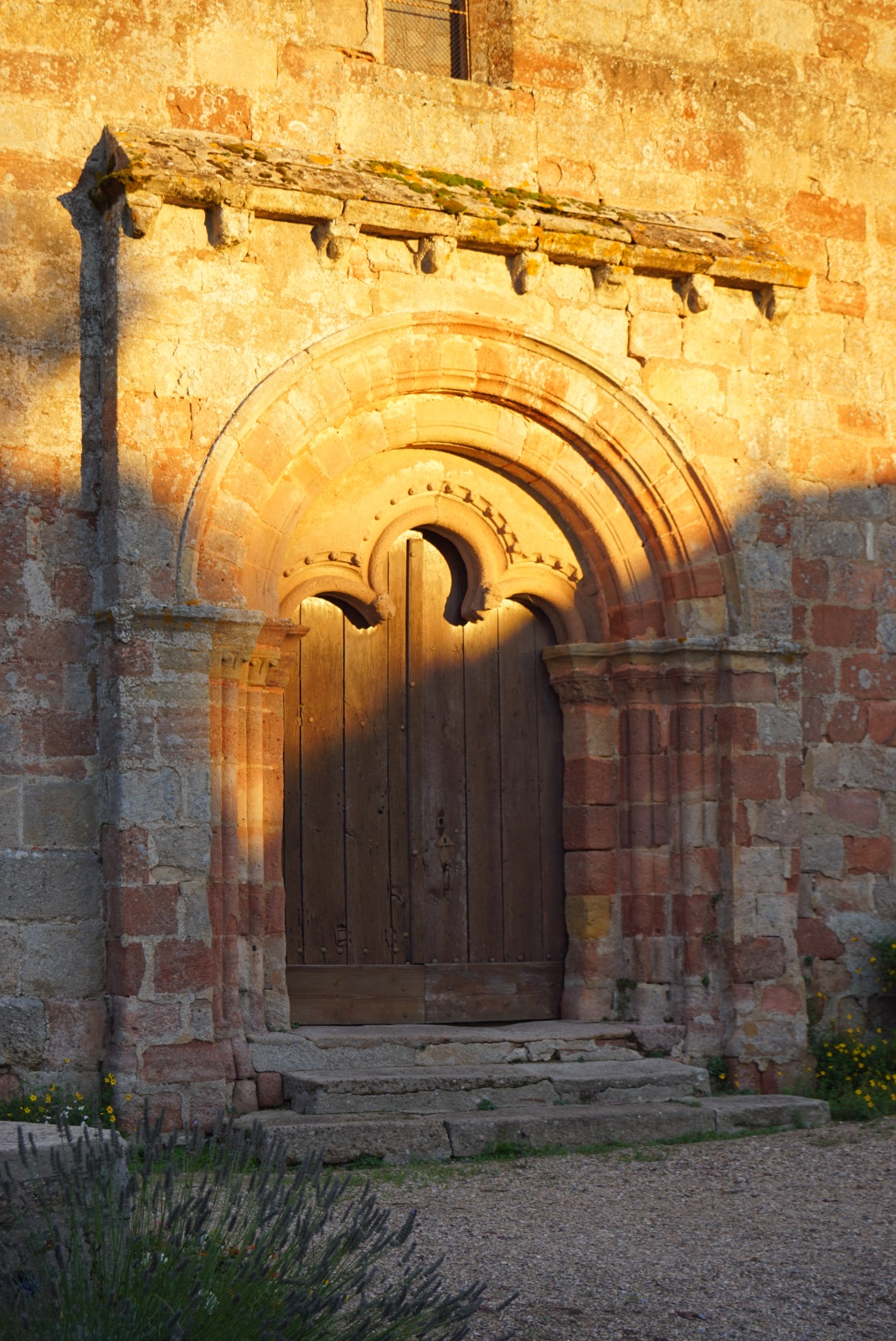
Le portail à tympan trilobé.
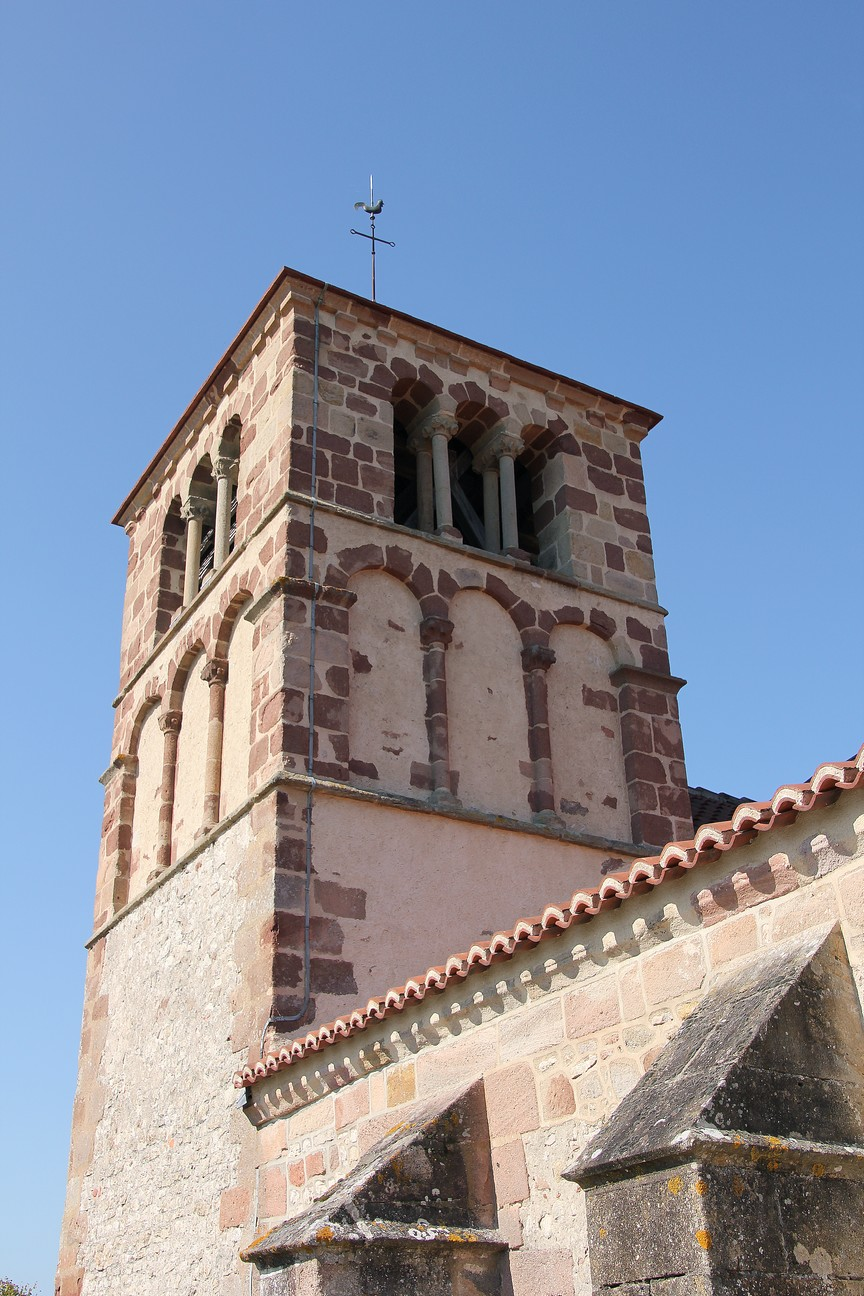
Le clocher.
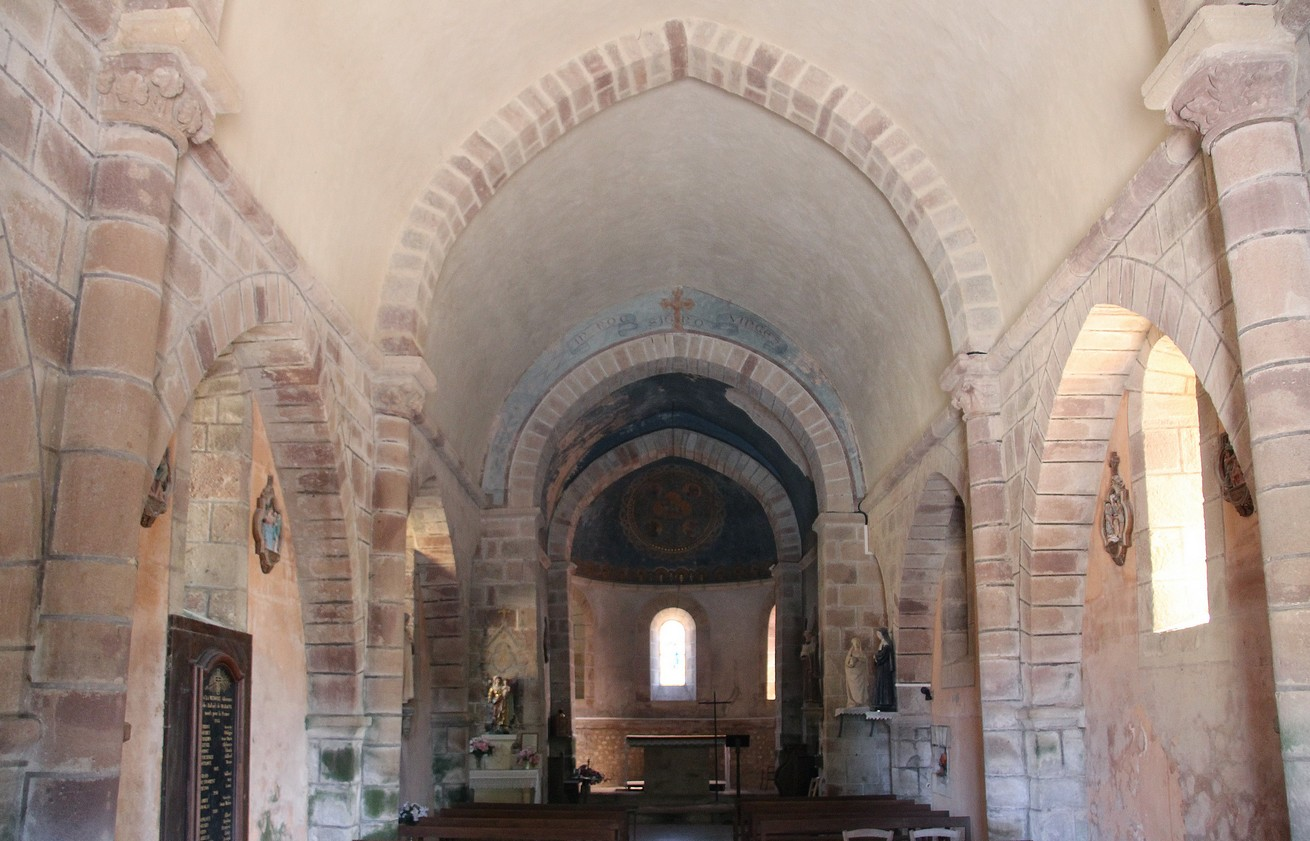
Intérieur.